# Arantza Campos Rubio
Arantza Campos Rubio (San Sebastián, Guipúzcoa, 27 de enero de 1960) es una filósofa, feminista y profesora universitaria española.
Es profesora titular de Filosofía del Derecho de la Universidad del País Vasco desde 1998. Es experta en teoría feminista del derecho (iusfeminismo). En el año 2018 recibió el Premio Emakunde a la Igualdad.

## Biografía
Se licenció en Filosofía por la Universidad del País Vasco en 1988. Se doctoró filosofía en 1993 en la Universidad del País Vasco, con la tesis "Charles Fourier: pasión y utopía de la atracción pasional a la política sexual", dirigida por la filósofa María Xosé Agra Romero.
Es profesora universitaria en la Universidad del País Vasco desde 1989. Desde 1998 es profesora titular de Filosofía del Derecho.
Ha sido la directora del Máster en Igualdad de Mujeres y Hombres de la UPV/EHU desde 2001. Codirectora del Curso de Doctorado del Departamento de Derecho Constitucional, Administrativo y Filosofía del Derecho de la UPV/EHU “Sociedad Democrática Estado y Derecho” desde 1999. Directora (colaboradora) del curso complementario de la UPV/EHU Hezkidetzan esku-hartzen.
Profesora en el Máster en Estudios Feministas y de Género de la UPV/EHU, donde es responsable del Módulo Teoría Feminista del Derecho y en el Máster Universitario en Igualdad y Género en el ámbito público y privado de la Universitat Jaume-I de Castellón. También es profesora en varias universidades latinoamericanas.
Sus temas de investigación principales son violencia de género, participación y representación política de las mujeres, formación agentes de igualdad, movimiento feminista, interpretación y aplicación del derecho desde la perspectiva de género.
Fue secretaria Académica del Departamento de Filosofía de los Valores y Antropología Social (1996-2006). También ostentó el cargo de Vicedecana de la Facultad de Derecho (2000-2006).Desde el año 2014 es la Presidenta de la Comisión de Igualdad de la Facultad de Derecho.

## Activismo feminista
Miembra de la Red Feminista de Derecho Constitucional y promotora del Manifiesto por la inclusión de los Estudios Feministas, de Mujeres y de Género en la Universidad. Presidenta de la Red Latinoamericana de Teoría Feminista del derecho. Pertenece a la junta directiva de la Asociación GENET, Red de Estudios de Género y a la junta directiva de la Plataforma Universitaria Feminista.
Ha sido cabeza de lista de la candidatura de la plataforma y partido político feminista Plazandreok a las Juntas Generales de Guipúzcoa y siempre ha estado en la lista de la candidatura municipal. Vicepresidenta, como representante de Plazandreok, del Consejo de Igualdad del Ayuntamiento de San Sebastián.
Participa en la plataforma Feminista de Euskal Herria por el Derecho al Aborto.

## Obras
- Charles Fourier: pasión y utopía, de la atracción pasional a la política sexual. Leioa: Universidad del País Vasco, 1995.[16]
- "Iusfeminismo en Mujeres y Derecho, pasado y presente" I Congreso multidisciplinar de Centro-Sección de Bizkaia de la Facultad de Derecho / coord. por Jasone Astola Madariaga, 2008,  978-84-9860-157-2, págs. 167-226.
- "Conflictos de las mujeres lesbianas en el franquismo", en Voces de mujeres en la diversidad sexual, 2008,  978-84-691-7196-7, págs. 15-41.
- "La igualdad de mujeres y hombres: 30 años de Parlamento vasco. La Ley 4/2005, de 18 de febrero, para la igualdad de mujeres y hombres". Corts: Anuario de derecho parlamentario,  1136-3339, Nº. 23, 2010, págs. 19-45.
- "De la cosa privada a la casa pública". Revista Vasca de Administración Pública. Herri-Arduralaritzako Euskal Aldizkaria, 0211-9560, Nº 99-100, 2014, págs. 745-763.
- El derecho a la participación política de las mujeres: resultados de la aplicación de la Ley de Igualdad en las elecciones a las Cortes Generales (2004-2008-2011) en Cantabria, Comunidad Foral de Navarra y Comunidad Autónoma del País Vasco / coord. por Asunción Ventura Franch, Lucía Romaní Sancho, 2014.[17]